# NGC 4137
NGC 4137 este o liner situată în constelația Câinii de Vânătoare. A fost descoperită în 4 mai 1881 de către Édouard Stephan⁠(d).